# Brian McCardie
Brian McCardie (Glasgow, 22 de enero de 1965-28 de abril de 2024) fue un actor y escritor británico.

## Primeros años
Brian McCardie asistió a la escuela primaria St. Brendan's y luego a St. Athanasius. Continuó sus estudios en Our Lady's High School en Motherwell. Sus padres se mudaron de Motherwell a Carluke mientras él estaba en la escuela y desarrolló un interés por el teatro, protagonizando una producción del musical "Godspell" con un grupo de teatro local formado por jóvenes de escuelas locales.

## Carrera
El actor tuvo 35 años de carrera artística, tanto en cine, teatro como televisión. El papel más conocido de McCardie fue el de jefe de la mafia John Thomas "Tommy" Hunter en Line of Duty. Apareció en el drama de tres partes de BBC One Time, como Jackson Jones, escrito por Jimmy McGovern, dirigido por Lewis Arnold y protagonizado por Stephen Graham y Sean Bean. También apareció en Domina de Sky Atlantic, ambientada en la antigua Roma, interpretando a Cicerón,  asimismo participó en la película Rob Roy y aquí interpretó al hermano de Liam Neeson. Posteriormente  interpretó su obra individual Connolly, escrita por él mismo, en el Teatro Lírico de Belfast, pero la cancelación del Festival de Edimburgo de 2020 significó que perdió la oportunidad de presentarla durante seis semanas en Cowgate de Edimburgo, donde nació y creció James Connolly.
Ha realizado lecturas de sus propios poemas en varios lugares de Irlanda y actualmente los está filmando para su distribución en línea.
El actor falleció el 28 de abril de 2024 en su casa repentinamente a los 59 años, debido a una disección aórtica, una afección mortal en la que la pared debilita la aorta causando así una muerte súbita. Su esposa, Sarah McCardie, anunció la noticia ese mismo día en la red social X: “Con gran tristeza anunciamos el fallecimiento de Brian James McCardie, amado hijo, hermano, tío y querido amigo de tantos”. La noticia que el mundo del espectáculo no se esperaba, causó que muchos de sus colegas y amigos rindieran homenaje al actor, haciendo publicaciones en sus redes sociales y dejando mensajes de apoyo a la familia y describiendo el gran ser humano y actor que era.

## Filmografía seleccionada
- Forget About Me (1990, película de televisión) – Bunny
- Waterfront Beat (1990–1991, serie de televisión) – PC Ronnie Barker
- Tonight at 8.30 (1991, serie de televisión) – Bill – Primer soldado
- Murder Most Horrid (1991, serie de televisión) – Asistente de supermercado
- Doctor Finlay (1993, serie de televisión) – Archie Henderson
- Taggart (1994–2010, serie de televisión) – Thomas Keenan / Fisher / Martin McLean / Alex Currie
- Dirty Old Town (1995, película de televisión) – Vic Leigh
- Rob Roy (1995) – Alasdair McGregor
- Kidnapped (1995, película de televisión) – David Balfour
- The Ghost and the Darkness (1996) – Angus Starling
- Speed 2: Cruise Control (1997) – Merced
- 200 Cigarettes (1999) – Eric
- Kavanagh QC (1999, serie de televisión) – Philip Boxer
- Rituals and Resolutions (1999, cortometraje) – Will
- Snatch (2000) – Tío Dean
- Beyond the City Limits (2001) – Sergei Akotia
- Mr. Barrington (2003) – Mr Barrington
- Solid Air (2003) – Robert Houston Junior
- The Bill (2004, serie de televisión) – Taffy Saunders
- Ellie Parker (2005) – Estudiante de actuación
- Murphy's Law (2006, serie de televisión) – Billy Johnstone
- Low Winter Sun (2006, película de televisión) – Det Con Joe Geddes
- Lilies (2007, miniserie de televisión) – Dadda Moss
- The Whistleblowers (2007, serie de televisión) – Tim Robey
- Rebus (2007, serie de televisión) – Brian Robertson
- Shameless (2008,  serie de televisión) – Paddy McGrath
- Kiss of Death (2008, película de televisión) – Michael Bovery
- Heroes and Villains (2008, serie documental) – Hernán Cortés
- The Damned United (2009) – Dave Mackay
- Wasted (2009) – Party Host
- Seaside Stories (2009) – Dr. Forbes
- Soulboy (2010) – Fish-shop Bobby
- Anywhere But Here (2010, película de televisión) – Peter McBride
- Thorne: Sleepyhead (2010, miniserie de televisión) – Frank Calvert
- Accused (2010, serie de televisión) – DI Warren
- The Witcher 2 (2011, videojuego) – (versión en inglés, voz)
- The Ripper (2011, videojuego) – El Reverendo (voz)
- Case Histories (2011, serie de televisión) – Terence Smith
- Titanic (2012, miniserie de televisión) – First Officer Murdoch
- Vexed (2012, serie de televisión) – Robert Randell
- Doors Open (2012, película de televisión) – Charlie Calloway
- Line of Duty (2012–2014, serie de televisión) – Tommy / John Thomas Hunter
- The Crash (2013, serie de televisión) – Charlie Harris
- MI High (2013, serie de televisión) – Mr. McNab
- For Those in Peril (2013) – Dr. Forbes
- The Groundsman (2013, cortometraje) – Steve
- Filth (2013) – Dougie Gillman
- Ghosts (2014) – Jacob Engstrand
- Peterman (2014) – Bill
- Wasted Time (2014) – Danny
- The Musketeers (2015, serie de televisión) – Sebastian Lemaitre
- Dropping Off Michael (2015, cortometraje) – Duncan
- Holby City (2015, serie de televisión) – Archie Pugh
- Outlander (2015, serie de televisión) – Sir Marcus MacRannoch
- Scarlet (2016, cortometraje) – Fisherman
- Rebellion (2016, miniserie de televisión) – James Connolly
- The Job (2016) – Geoff
- Fortitude 2 (2017, serie de televisión) – Lazlo Hindemith
- Come Out of the Woods (2017, cortometraje) – PC Brian Cassidy
- Walk Like a Panther (2018) – Ziggy Barrow
- Ordeal by Innocence (2018, miniserie de televisión) – Bellamy Gould[5]
- Agatha and the Truth of Murder (2018, película de televisión) – Sir Hugh Persimmion
- Moscow Noir (2018, serie de televisión) – Lord Pendergast
- Giri/Haji (2019, serie de televisión) – Jack Sister Pictures
- Last of The Czars (2019, serie documental) – Prime Minister Pyotr Stolypin
- Our Ladies (2019)
- Charles lst (2019) – Sir John Pym
- Domina (2020) – Cicero
- Time (2021, serie de televisión) – Jackson Jones
- Mia and The Dragon Princess (2022) - Skipper Matthews
- The Long Shadow (2022, serie de televisión)